# Pterois
Pterois är ett släkte saltvattensfiskar som huvudsakligen förekommer i Indiska oceanen och Stilla havet. Fiskarna i släktet har solfjädersformade bröstfenor och en upprättstående första fenstråle på ryggfenan, som tillsammans avlägset ger intrycket av en lejonman, därav det engelska namnet "lion fish". På svenska kallas de för drakfisk. Fiskarnas form och färg ger dem gott kamouflage.
Fiskarna i släktet är giftiga. Fenstrålarna i ryggfenan är ihåliga, som en injektionsnål, och innehåller ett giftigt protein. Ett stick sägs ge upphov till kraftig smärta, men skall normalt inte vara dödligt. Giftet är dock värmekänsligt och kan, under gynnsamma omständigheter, neutraliseras med riktigt hett vatten.
Fiskarna i släktet kan hållas som akvariefisk i saltvattensakvarier.

## Taxonomi
Antalet arter i släktet varierar beroende på vilken källa man anlitar. FishBase listar nio arter (se taxoboxen till höger), medan ITIS listar tio.
| Art                     | FishBase | ITIS |
| ----------------------- | -------- | ---- |
| Pterois andover         | X        | —    |
| Pterois antennata       | X        | X    |
| Pterois brevipectoralis | —        | X    |
| Pterois kodipungi       | —        | X    |
| Pterois lunulata        | X        | X    |
| Pterois miles           | X        | X    |
| Pterois mombasae        | X        | X    |
| Pterois radiata         | X        | X    |
| Pterois russelii        | X        | X    |
| Pterois sphex           | X        | X    |
| Pterois volitans        | X        | X    |

## Bilder

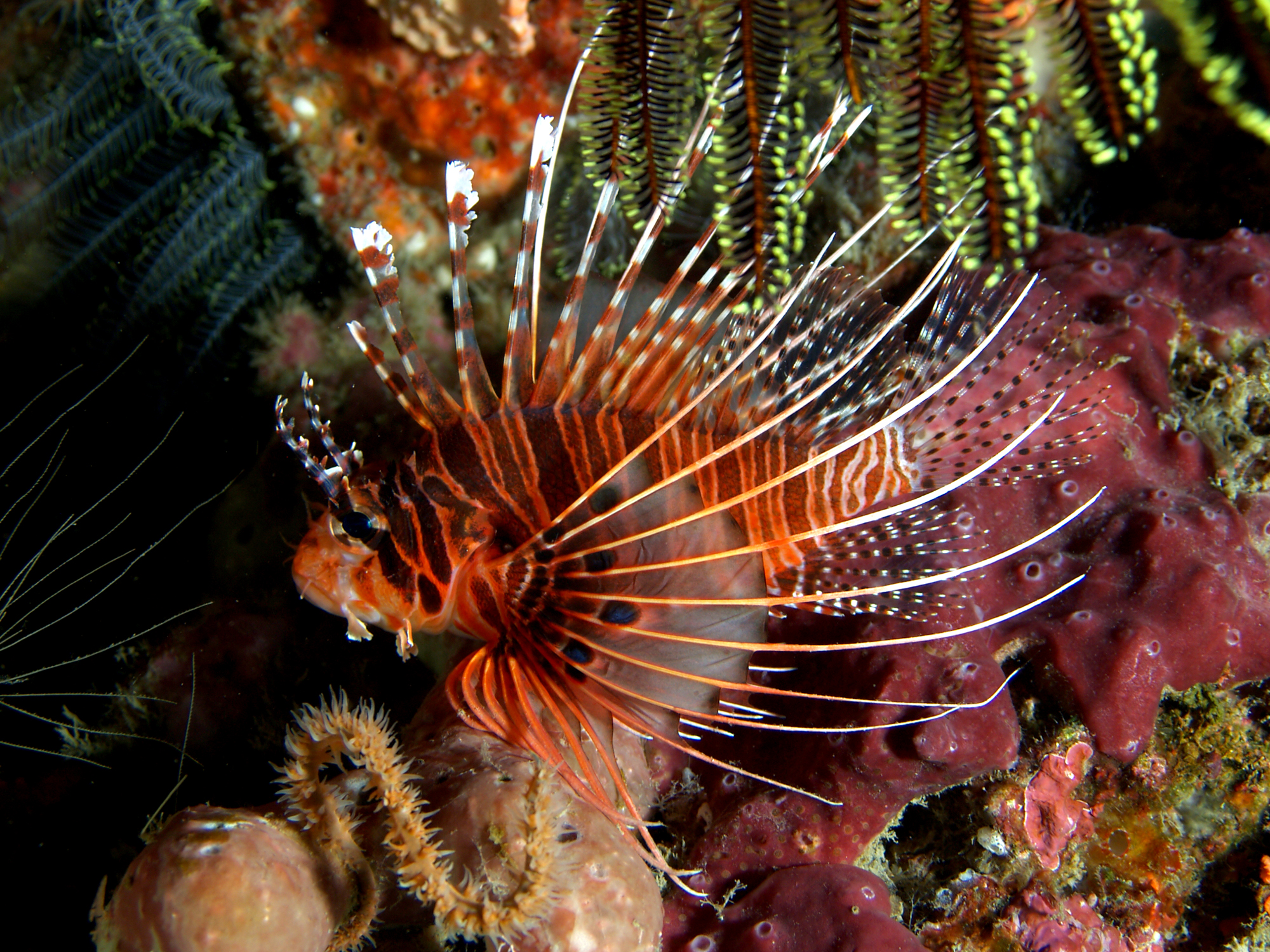
Pterois antennata
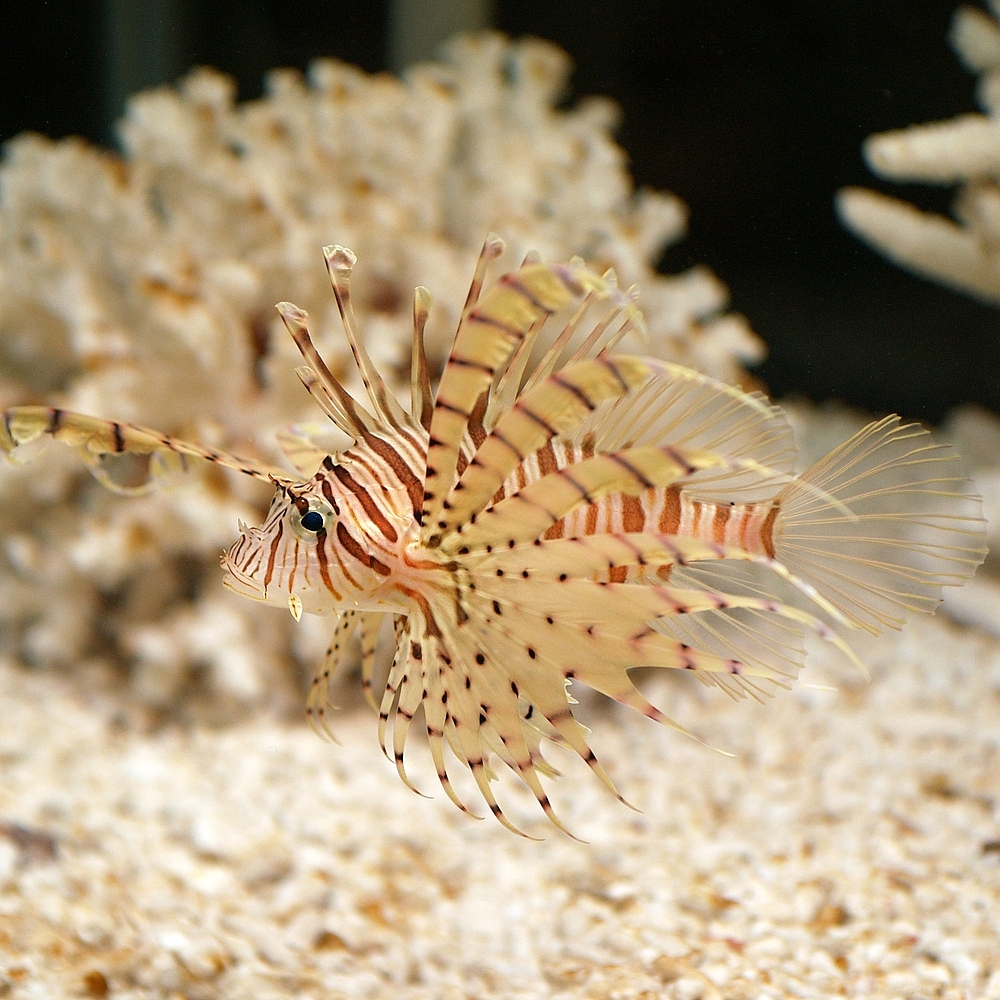
Pterois lunulata
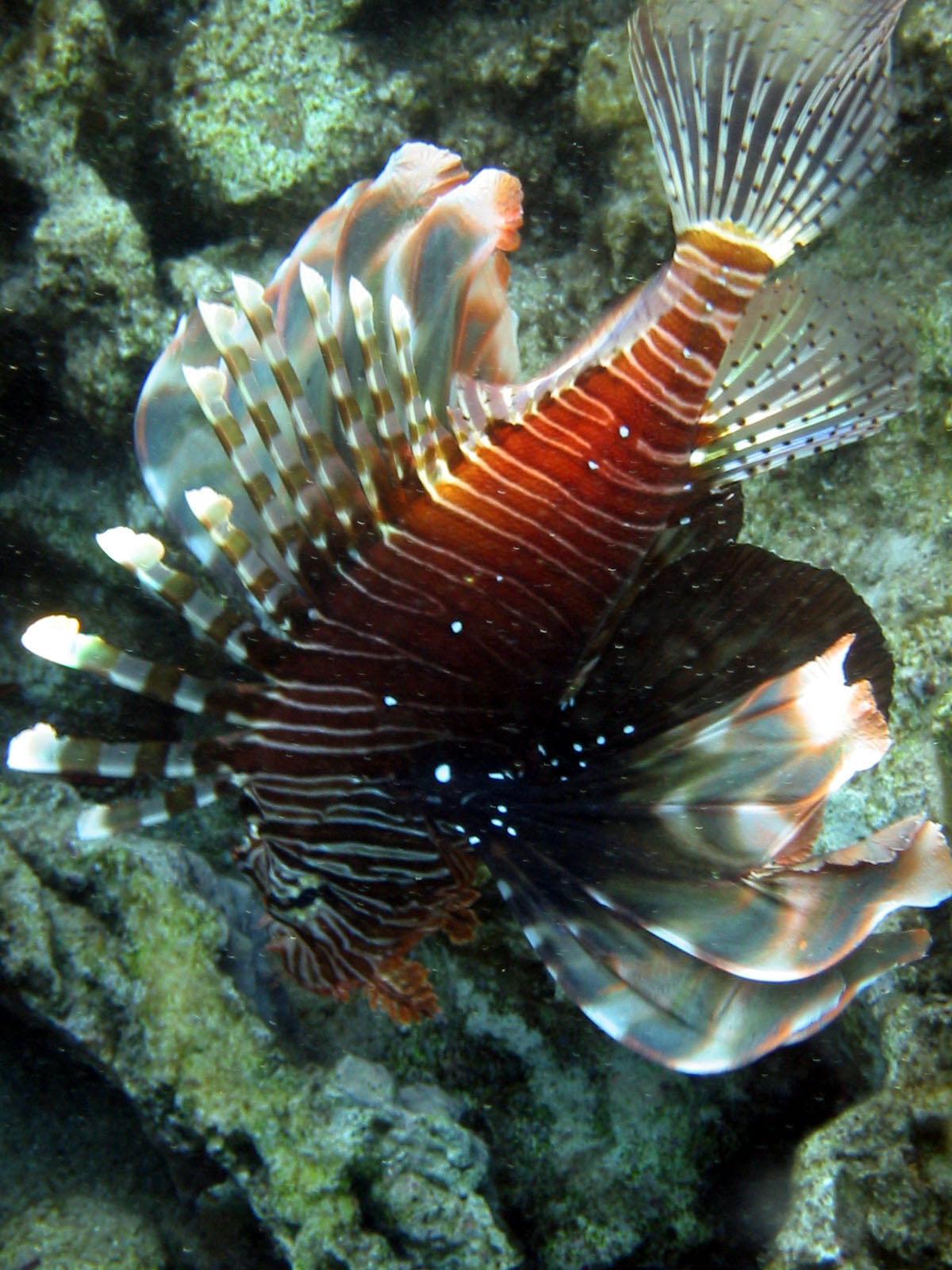
Pterois miles
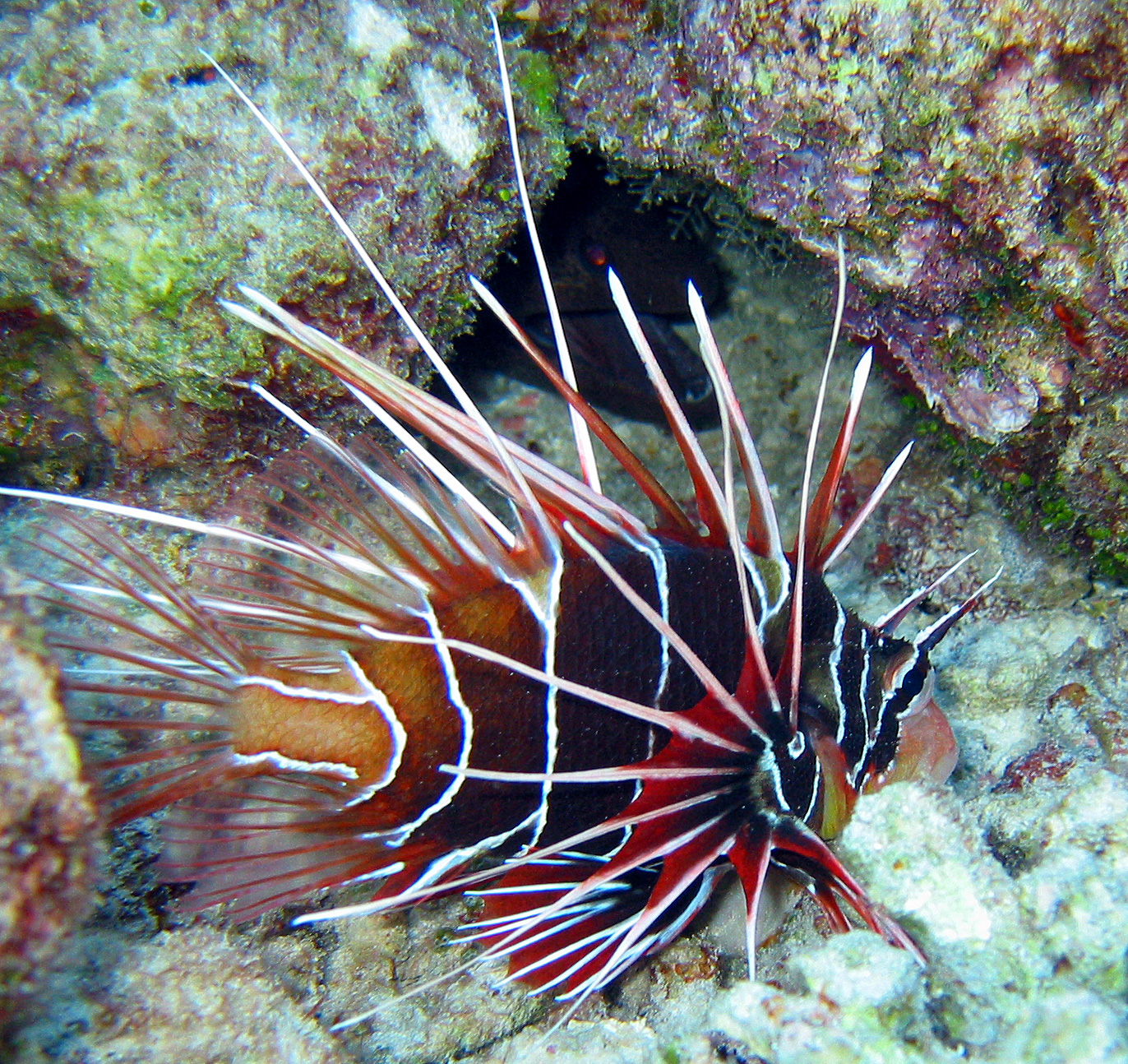
Stråldrakfisk, Pterois radiata
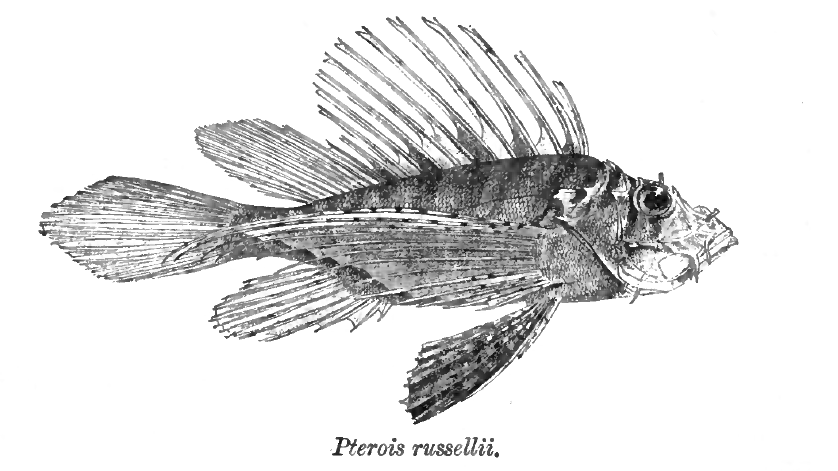
Pterois russelii
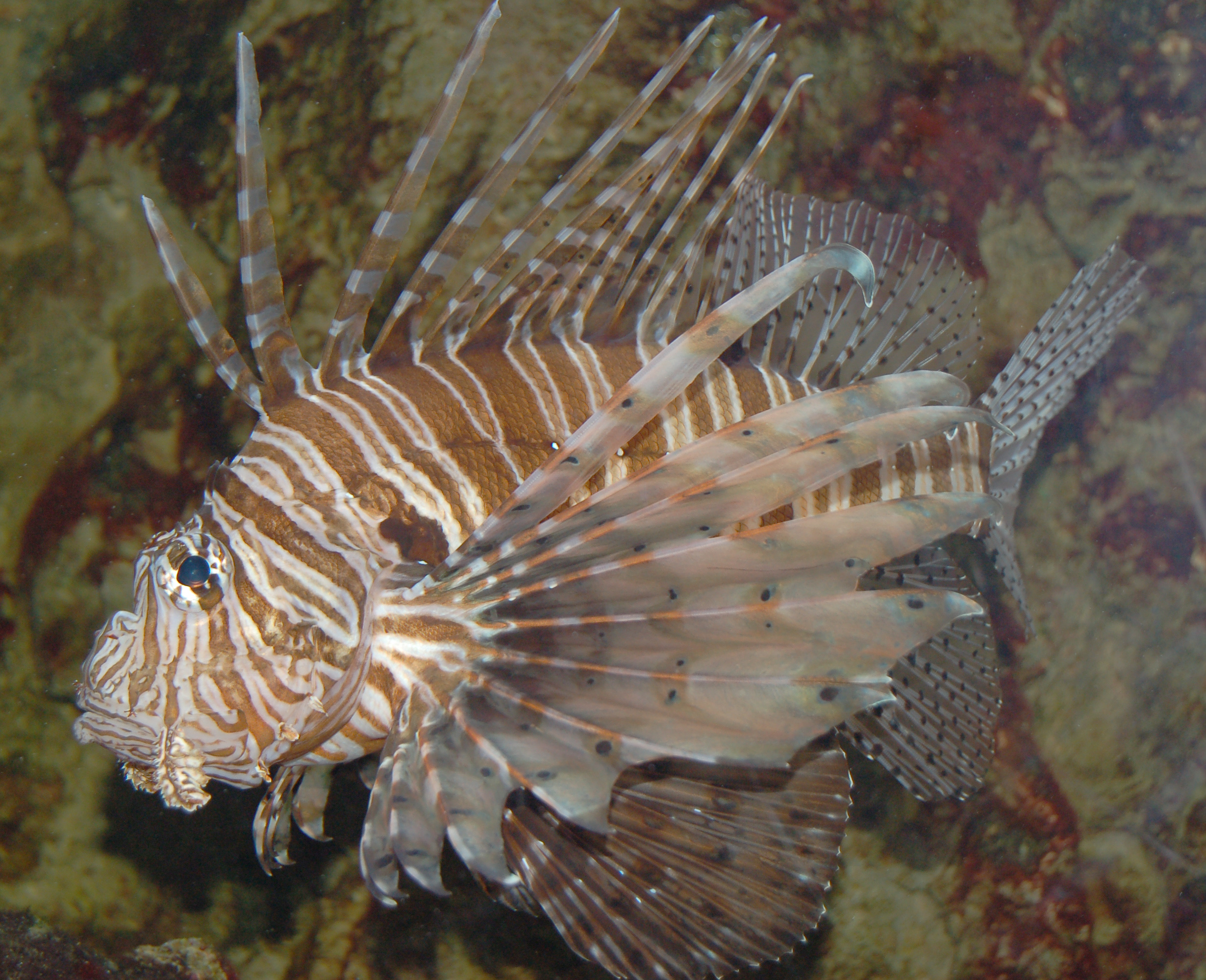
Drakfisk, Pterois volitans